# Festival Eurovisão da Canção Júnior 2021
O Festival Eurovisão da Canção Júnior 2021 foi a 19ª edição do Festival Eurovisão da Canção Júnior, organizado pela France Télévisions e pela União Europeia de Radiodifusão (UER). O concurso foi realizado na França, após a vitória do país na edição 2020 em Varsóvia, na Polónia com a música " J'imagine ", interpretada por Valentina. Esta é a primeira vez que o concurso foi realizado na França, bem como o primeiro evento da Eurovisão a ser realizado no país desde o Eurovision Young Dancers 1999, em Lyon.

## Localização
O concurso foi realizado na França em 2021, no dia 19 de dezembro, hospedado em Paris no La Seine Musicale, marcando a primeira vez que o concurso foi realizado em dezembro desde 2012.

### Fase de licitação e seleção da cidade anfitriã
Originalmente, ao contrário de sua versão adulta, o país vencedor não recebia os direitos de sediar o próximo concurso. No entanto, para as competições de 2011 em diante (com exceções em 2012 e 2018), o país vencedor teve primeira recusa em receber a próxima competição. A Itália usou esta cláusula em 2015 para recusar-se a hospedar o concurso após sua vitória em 2014. Em 15 de outubro de 2017, a EBU anunciou um retorno ao sistema original em 2018, alegando que isso ajudaria a fornecer às emissoras mais tempo para se prepararem , garantindo a continuação do concurso no futuro.
Em 9 de dezembro de 2020, foi confirmado pela EBU que a França, tendo vencido o Festival Eurovisão da Canção Júnior 2020, seria o anfitrião do concurso de 2021. The Alexandra Redde-Amiel, chefe da delegação francesa, já havia declarado que a France Télévisions estava ansiosa para receber o concurso. A emissora espanhola TVE também expressou interesse em hospedar o concurso, caso tivesse vencido o concurso de 2020
Em 20 de maio de 2021, durante uma coletiva de imprensa realizada pela France Télévisions e pela EBU, foi confirmado que o concurso seria realizado em Paris. Será a segunda vez consecutiva que o concurso será realizado em uma capital.
A 27 de outubro de 2021, a imprensa internacional adiantou que a organização planeja a presença de público na lotação máxima da sala (3.200 lugares), intenções suscetíveis a mudanças devido à pandemia.

## Formato

### Identidade Gráfica
O slogan do concurso, Imagine, foi revelado em 20 de maio de 2021 durante uma coletiva de imprensa antes do Festival Eurovisão da Canção 2021 em Roterdão, Países Baixos. O slogan foi escolhido como referência à canção vencedora do ano anterior "J'imagine", bem como uma forma de encorajar as crianças a serem criativas e perseguirem seus sonhoss.
O logotipo oficial e a arte do tema do concurso foram revelados em 24 de agosto de 2021. A arte foi inspirada em três temas: imaginação, Natal e cidade de Paris.

### Postais
Cada postal foi feito em diferentes locais de Paris e em zonas circundantes na França. Todos eles começaram com um pequeno vídeo do intérprete da canção a atuar a voar sob os céus de Paris via green screen, seguido de um vídeo envolvendo trupes de dança num local específico de Paris. De seguida, um feixe de luz com as cores da bandeira do país a atuar entram no La Seine Musicale, e a cara do intérprete é projetada no exterior do local, assinalando o começo da canção a atuar.
- Alemanha – Musée des Arts Forains
- Geórgia – Pont de Bir-Hakeim
- Polónia – Pont des Arts
- Malta – Institut du Monde Arabe
- Itália – Panthéon
- Bulgária – La Samaritaine
- Rússia – Château de Chantilly
- Irlanda – Torre Eiffel
- Arménia – Galerie Vivienne
- Cazaquistão – Palácio de Versailles
- Albânia – Palais Garnier
- Ucrânia – Musée d'Art Moderne de Paris
- França – Louvre
- Azerbaijão – Musée Grévin
- Países Baixos – Espace Niemeyer
- Espanha – Sacré-Cœur
- Sérvia – Musée Condé
- Macedónia do Norte – Galeries Lafayette
- Portugal – Folies Bergère

## Produção

### Impacto da pandemia COVID-19
Em 24 de agosto de 2021, a EBU confirmou que, devido à pandemia COVID-19 em andamento, eles estão considerando três cenários nos quais o concurso poderia ser realizado. Os três cenários incluem:
- O evento está sendo realizado da mesma forma que em 2019 (Cenário A);
- O evento está sendo realizado com medidas de distanciamento social em vigor. O Eurovision Song Contest 2021 foi realizado de acordo com este cenário. (Cenário B);
- Oferecendo a opção de atos de seu país de origem se eles não puderem viajar para Paris. Esta opção foi usada pela Austrália no concurso adulto de 2021. (Cenário C)

O cenário D, no qual todos os atos seriam realizados em seus países de origem, como no concurso de 2020, provavelmente será descartado devido à implementação bem-sucedida do cenário B no Festival Eurovisão da Canção 2021 e ao ritmo contínuo de vacinações COVID-19 em toda a Europa.
Em relação ao público, a previsão é atingir plena capacidade a partir de 27 de outubro de 2021.

## Lista de participantes
Dezanove países foram confirmados para participar do concurso no dia 2 de setembro de 2021. Albânia, Arménia, Irlanda, Itália, Macedónia do Norte e Portugal retornaram após ausências de um ano, enquanto o Azerbaijão e a Bulgária retornaram após ausências de dois e quatro anos, respectivamente. Pela primeira vez desde o início do concurso, a Bielorrússia não participou, já que a emissora do país BTRC está no meio de uma suspensão de três anos do EBU.
| #  | País               | Artista                             | Canção                          | Língua                     | Lugar | Pontos |
| -- | ------------------ | ----------------------------------- | ------------------------------- | -------------------------- | ----- | ------ |
| 01 | Alemanha           | Pauline                             | "Imagine Us"                    | Alemão, Inglês             | 17°   | 61     |
| 02 | Geórgia            | Niko Kajaia                         | "Let's Count the Smiles"        | Georgiano, Inglês, Francês | 4°    | 163    |
| 03 | Polónia            | Sara James                          | "Somebody"                      | Polaco, Inglês             | 2°    | 218    |
| 04 | Malta              | Ike & Kaya                          | "My Home"                       | Inglês                     | 12°   | 97     |
| 05 | Itália             | Elisabetta Lizza                    | "Specchio (Mirror on the Wall)" | Italiano, Inglês           | 10°   | 107    |
| 06 | Bulgária           | Denislava & Martin                  | "Voice of Love"                 | Búlgaro, Inglês            | 16°   | 77     |
| 07 | Rússia             | Tanya Mezhentseva                   | "Mon Ami"                       | Russo, Inglês              | 7°    | 124    |
| 08 | Irlanda            | Maiú Levi Lawlor                    | "Saor (Disappear)"              | Irlandês                   | 18°   | 44     |
| 09 | Arménia            | Maléna                              | "Qami Qami"                     | Arménio, Inglês            | 1°    | 224    |
| 10 | Cazaquistão        | Beknur Zhanibekuly & Alinur Khamzin | "Ертегі әлемі (Fairy World)"    | Cazaque, Inglês            | 8°    | 121    |
| 11 | Albânia            | Anna Gjebrea                        | "Stand By You"                  | Albanês, Inglês            | 14°   | 84     |
| 12 | Ucrânia            | Olena Usenko                        | "Vazhil"                        | Ucraniano                  | 6°    | 125    |
| 13 | França             | Enzo                                | "Tic Tac"                       | Francês                    | 3°    | 187    |
| 14 | Azerbaijão         | Sona Azizova                        | "One of Those Days"             | Azeri, Inglês              | 5°    | 151    |
| 15 | Países Baixos      | Ayana                               | "Mata Sugu Aō Ne"               | Holandês, Inglês           | 19°   | 43     |
| 16 | Espanha            | Levi Díaz                           | "Reír"                          | Espanhol                   | 15°   | 77     |
| 17 | Sérvia             | Jovana & Dunja                      | "Oči Deteta (Children's Eyes)"  | Sérvio                     | 13°   | 86     |
| 18 | Macedónia do Norte | Dajte Muzika                        | "Green Forces"                  | Macedónio, Inglês          | 9°    | 114    |
| 19 | Portugal           | Simão Oliveira                      | "O Rapaz"                       | Português                  | 11°   | 101    |

## Resultados
| Resultados | Resultados         | Resultados | Resultados         | Resultados |
| Lugar      | Televoto           | Televoto   | Júri               | Júri       |
| Lugar      | País               | Pontos     | País               | Pontos     |
| ---------- | ------------------ | ---------- | ------------------ | ---------- |
| 1          | Arménia            | 109        | França             | 120        |
| 2          | Polónia            | 102        | Polónia            | 116        |
| 3          | Portugal           | 92         | Arménia            | 115        |
| 4          | França             | 67         | Azerbaijão         | 109        |
| 5          | Ucrânia            | 63         | Geórgia            | 104        |
| 6          | Sérvia             | 62         | Rússia             | 74         |
| 7          | Geórgia            | 59         | Cazaquistão        | 64         |
| 8          | Macedónia do Norte | 59         | Ucrânia            | 62         |
| 9          | Cazaquistão        | 57         | Itália             | 60         |
| 10         | Rússia             | 50         | Macedónia do Norte | 55         |
| 11         | Malta              | 50         | Malta              | 47         |
| 12         | Itália             | 47         | Albânia            | 45         |
| 13         | Espanha            | 47         | Bulgária           | 39         |
| 14         | Alemanha           | 46         | Espanha            | 30         |
| 15         | Azerbaijão         | 42         | Sérvia             | 24         |
| 16         | Albânia            | 39         | Alemanha           | 15         |
| 17         | Irlanda            | 39         | Países Baixos      | 9          |
| 18         | Bulgária           | 38         | Portugal           | 9          |
| 19         | Países Baixos      | 34         | Irlanda            | 5          |

| Procedimento de votação usado: 100% Votos do Júri 100% Televotos | Resultados finais | Televotos | Alemanha | Geórgia | Polónia | Malta | Itália | Bulgária | Rússia | Irlanda | Arménia | Cazaquistão | Albânia | Ucrânia | França | Azerbaijão | Países Baixos | Espanha | Sérvia | Macedónia do Norte | Portugal |
| ---------------------------------------------------------------- | ----------------- | --------- | -------- | ------- | ------- | ----- | ------ | -------- | ------ | ------- | ------- | ----------- | ------- | ------- | ------ | ---------- | ------------- | ------- | ------ | ------------------ | -------- |
|                                                                  |                   |           |          |         |         |       |        |          |        |         |         |             |         |         |        |            |               |         |        |                    |          |
| Alemanha                                                         | 61                | 46        |          |         |         |       |        |          |        | 4       |         | 4           |         |         |        |            |               |         | 5      |                    | 2        |
| Geórgia                                                          | 163               | 59        |          |         |         | 12    | 7      | 5        | 3      |         | 12      | 8           | 2       | 6       | 12     | 7          | 5             | 2       | 10     | 8                  | 5        |
| Polónia                                                          | 218               | 102       | 12       | 4       |         | 10    | 8      | 6        | 1      | 12      | 1       | 5           | 4       | 10      | 2      | 3          | 10            | 8       | 7      | 5                  | 8        |
| Malta                                                            | 97                | 50        | 6        | 8       | 2       |       | 2      |          | 2      |         | 3       | 3           |         | 8       |        | 4          |               | 1       |        | 4                  | 4        |
| Itália                                                           | 107               | 47        |          | 6       | 5       | 6     |        | 8        |        | 8       |         |             | 10      |         | 6      | 1          | 6             | 4       |        |                    |          |
| Bulgária                                                         | 77                | 38        |          | 3       |         | 3     | 10     |          | 5      | 3       |         |             | 3       |         |        | 5          |               |         |        | 1                  | 6        |
| Rússia                                                           | 124               | 50        | 5        |         | 4       | 1     |        | 3        |        |         | 7       | 12          | 7       |         | 1      | 12         | 3             | 3       | 4      | 12                 |          |
| Irlanda                                                          | 44                | 39        |          |         |         |       | 5      |          |        |         |         |             |         |         |        |            |               |         |        |                    |          |
| Arménia                                                          | 224               | 109       | 10       | 5       | 12      | 5     |        | 2        | 6      | 7       |         | 6           | 6       | 7       | 10     |            | 7             | 10      | 8      | 2                  | 12       |
| Cazaquistão                                                      | 121               | 57        | 3        | 1       | 7       | 7     | 1      | 1        | 12     |         | 4       |             |         | 4       | 7      | 8          |               | 6       | 2      |                    | 1        |
| Albânia                                                          | 84                | 39        | 4        |         | 1       |       |        |          | 7      | 6       | 8       |             |         |         | 8      |            | 1             |         |        | 10                 |          |
| Ucrânia                                                          | 125               | 50        | 7        |         | 8       |       |        | 12       |        | 10      | 2       |             |         |         | 3      | 6          | 2             | 12      |        |                    |          |
| França                                                           | 187               | 67        | 8        | 12      | 6       | 8     | 3      | 10       | 4      |         | 10      | 7           | 8       |         |        |            | 12            | 7       | 12     | 6                  | 7        |
| Azerbaijão                                                       | 151               | 42        | 2        | 10      | 10      | 2     | 12     | 7        | 10     | 1       |         | 10          | 1       | 12      |        |            | 8             | 5       |        | 3                  | 10       |
| Países Baixos                                                    | 43                | 34        |          |         |         |       | 4      |          |        |         |         | 1           |         | 3       |        |            |               |         | 1      |                    |          |
| Espanha                                                          | 77                | 47        | 1        |         |         |       | 3      |          |        |         | 6       | 2           | 5       |         | 4      | 2          | 4             |         |        |                    | 3        |
| Sérvia                                                           | 86                | 62        |          | 7       |         |       | 6      |          |        | 2       |         |             |         | 2       |        |            |               |         |        | 7                  |          |
| Macedónia do Norte                                               | 114               | 59        |          | 2       |         |       |        |          | 8      | 5       | 5       |             | 12      | 5       | 5      | 10         |               |         | 3      |                    |          |
| Portugal                                                         | 101               | 92        |          |         |         | 4     |        | 4        |        |         |         |             |         | 1       |        |            |               |         |        |                    |          |

Na tabela seguinte está um resumo de todos os 12 pontos recebidos, dados pelos júris de cada país:
| N. | País               | 12 pontos de                                |
| -- | ------------------ | ------------------------------------------- |
| 3  | França             | Geórgia, Países Baixos, Sérvia              |
| 3  | Geórgia            | Arménia, França, Malta                      |
| 3  | Rússia             | Azerbaijão, Cazaquistão, Macedónia do Norte |
| 2  | Arménia            | Polónia, Portugal                           |
| 2  | Azerbaijão         | Itália, Ucrânia                             |
| 2  | Polónia            | Alemanha, Irlanda                           |
| 2  | Ucrânia            | Bulgária, Espanha                           |
| 1  | Cazaquistão        | Rússia                                      |
| 1  | Macedónia do Norte | Albânia                                     |

### Televotos
De acordo com a EBU, foram recebidos 4.3 milhões de votos válidos durante o festival.
| País               | Votos (Estimativa) | Pontos |
| ------------------ | ------------------ | ------ |
| Arménia            | ~425,000           | 109    |
| Polónia            | ~398,000           | 102    |
| Portugal           | ~359,000           | 92     |
| França             | ~261,000           | 67     |
| Ucrânia            | ~246,000           | 63     |
| Sérvia             | ~242,000           | 62     |
| Geórgia            | ~230,000           | 59     |
| Macedónia do Norte | ~230,000           | 59     |
| Cazaquistão        | ~222,000           | 57     |
| Malta              | ~195,000           | 50     |
| Rússia             | ~195,000           | 50     |
| Itália             | ~183,000           | 47     |
| Espanha            | ~183,000           | 47     |
| Alemanha           | ~179,000           | 46     |
| Azerbaijão         | ~164,000           | 42     |
| Albânia            | ~152,000           | 39     |
| Irlanda            | ~152,000           | 39     |
| Bulgária           | ~148,000           | 38     |
| Países Baixos      | ~133,000           | 34     |
| Total              | >4,300,000         |        |

## Outros países
Para que um país seja elegível para uma possível participação no Festival Eurovisão da Canção Júnior, ele precisa ser um membro ativo da EBU.

### Membros ativos da EBU
- Bélgica – Em abril de 2021, a emissora flamenga VRT descartou a possibilidade de eles anteciparem um retorno ao concurso em 2021, seguida pela emissora valona RTBF revelando em junho que também não apoiariam a participação, alegando que era "muito caro".[40][41] Bélgica participou pela última vez em 2012 com sua entrada apoiada exclusivamente por VRT.
- Estónia – Em junho de 2021, EER confirmou que a Estônia não iria estrear no concurso de 2021 devido a questões financeiras, mas a emissora irá considerar a estreia nos próximos anos.[42]
- Israel – A emissora israelense, a Israeli Public Broadcasting Corporation (IPBC), confirmaram que não estariam participando do concurso de juniores por concentrarem seus esforços no Festival Eurovisão da Canção.[43] Israel a última participação em 2018.
- Lituânia – Em junho de 2021, o Chefe da Delegação da Lituânia Audrius Giržadas confirmou que a emissora Lithuanian National Radio and Television não voltaria ao concurso em 2021, citando as baixas classificações durante o tempo no concurso e o custo de participação.[44] A Lituânia participou pela última vez em 2011.
- Eslováquia – Em abril de 2021, a emissora eslovaca Radio and Television of Slovakia (RTVS) confirmou que "não havia fechado as portas para o Junior Eurovision Song Contest 2021".[45] No entanto, eles anunciaram posteriormente que o país não vai estrear na competição deste ano.[46]
- Reino Unido – Em um evento para  a imprensa do Junior Eurovision em maio de 2021, a EBU declarou que estava trabalhando para trazer o Reino Unido de volta ao concurso, possivelmente para a edição de 2021.[47] O Reino Unido participou pela última vez como nação unificada em 2005. No entanto, o país não apareceu na lista final de participantes em setembro.
- País de Gales – S4C confirmaram a sua não participação em fevereiro de 2021 devido às "circunstâncias atuais", provavelmente referindo-se às dificuldades em torno da pandemia COVID-19.[48][49] País de Gales participou pela última vez em 2019.

As emissoras dos seguintes países confirmaram sua não participação sem fornecer mais informações
- Áustria – ORF[50]
- Bulgária – BNT[51]
- Chipre – CyBC[52]
- Chéquia – ČT[53]
- Dinamarca – DR[54]
- Finlândia – Yle[55]
- Grécia – ERT[56]
- Islândia – RÚV[57]
- Letónia – LTV[58]
- Moldávia – TRM[59]
- Noruega – NRK[60]
- Roménia – TVR[61]
- San Marino – SMRTV[62]
- Escócia – BBC Alba[63]
- Eslovénia – RTVSLO[64]
- Suécia – SVT[65]
- Suíça – Swiss Broadcasting Corporation[66]

### Membros associados da EBU
Austrália - Em agosto de 2021, a emissora australiana SBS confirmou indiretamente que as discussões sobre a participação na edição de 2021 estavam em andamento, sugerindo que o país poderia retornar após um ano de ausência devido à pandemia COVID-19, mas não divulgou qual foi sua decisão final provavelmente será. Mais tarde naquele mês, a Australian Broadcasting Corporation (ABC), que havia organizado a participação da Austrália entre 2017 e 2019, confirmou que não participaria do concurso de 2021, deixando a porta aberta para a SBS assumir se quisesse. Um dia após a ABC anunciar que não voltaria, a SBS afirmou que também não retornaria. A Austrália participou pela última vez em 2019.

### Membros antigos da EBU
Bielorrússia – A emissora bielorrussa BTRC foi expulsa da EBU em 1º de julho, perdendo, portanto, os direitos de transmissão e participação no concurso, a menos que outra emissora bielorrussa ingressasse na EBU. Em agosto de 2021, foi confirmado que a Bielorrússia não poderá participar até 2024.

## Comentadores e porta-vozes

### Comentadores
| País               | Comentador/es                            | TV                                  | Ref.   |
| ------------------ | ---------------------------------------- | ----------------------------------- | ------ |
| Albânia            | Andri Xhahu                              | RTSH, RTSH Muzikë, Radio Tirana 1   |        |
| Alemanha           | Constantin Zöller (Consi)                | KiKa                                | [ 74 ] |
| Armênia            | Arman Margaryan & Hrachuhi Utmazyan      | AMPTV                               |        |
| Azerbaijão         | Murad Arif & Shafiga Efendiyeva          | İTV                                 |        |
| Bulgária           | Elena Rosberg & Georgi Kushvaliev        | BNT 1, BNT 4                        |        |
| Cazaquistão        | Kaldybek Zhaisanbai & Mahabbat Esen      | Khabar Agency                       |        |
| Espanha            | Tony Aguilar & Julia Varela              | La 1, TVE Internacional             |        |
| França             | Stéphane Bern & Laurence Boccolini       | France 2                            |        |
| Georgia            | Nikoloz Lobiladze                        | GPB                                 |        |
| Irlanda            | Louise Cantillon                         | TG4                                 |        |
| Itália             | Mario Acampa, Marta Viola & Giorgia Boni | Rai Gulp, RaiPlay                   | [ 75 ] |
| Macedônia do Norte | Eli Tanaskovska                          | MKRTV                               |        |
| Malta              | Sem comentador                           | TVM                                 |        |
| Países Baixos      | Buddy Vedder                             | NPO Zapp, NPO Start                 | [ 76 ] |
| Polônia            | Marek Sierocki & Aleksander Sikora       | TVP1, TVP Polonia, TVP ABC          |        |
| Portugal           | Nuno Galopim                             | RTP1, RTPi, RTPi Ásia, RTPi América |        |
| Rússia             | Anton Zorkin & Khryusha                  | Carousel                            |        |
| Sérvia             | Tijana Lukić                             | RTS 2, RTS Svet                     |        |
| Ucrânia            | Viktor Diachenko                         | UA:Kultura                          | [ 77 ] |

| País     | Comentador/es  | TV  | Ref. |
| -------- | -------------- | --- | ---- |
| Islândia | Felix Bergsson | RÚV |      |

### Porta-vozes
Os seguintes porta-vozes anunciaram ao júri os 12 pontos para os seus respectivos países:
1. Alemanha –  Venetia
2. Geórgia – Sandra Gadelia[79]
3. Polónia – Matylda[80]
4. Malta – Eden
5. Itália – Céleste
6. Bulgária – Arianne
7. Rússia – Liza Gureeva[81]
8. Irlanda – Rueben Levi Hackett[82]
9. Arménia – Karina Ignatyan[83]
10. Cazaquistão –  Zere
11. Albânia –  Alex
12. Ucrânia – Oleksandr Balabanov[84]
13. França – Angélina[85]
14. Azerbaijão –  Suleyman
15. Países Baixos – Matheu[86]
16. Espanha – Lucía Arcos[87]
17. Sérvia –  Katie
18. Macedónia do Norte –  Fendi
19. Portugal –  Manon

Os países que não fornecerem porta-vozes terão os seus 12 pontos anunciados por um estudante local de Paris.